# Metoda historii tradycji
Metoda historii tradycji lub Historia tradycji (niem. Traditionsgeschichte, skrót TG) – metoda badawcza współczesnej biblistyki. Metoda zajmuje się pierwotnymi prostymi formami literackimi ksiąg Nowego Testamentu z okresu ustnego przekazu. Bada też zmiany, jakim te formy uległy poprzez późniejsze uzupełnienia i interpretacje oraz sposób tworzenia większych zbiorów form literackich.
Zobacz też: Metoda historii form.